# 平方納米
平方納米(符號為nm²)是面積的公制單位(SI Unit)，其定義是「邊長為1納米的正方形的面積」。

## 單位轉換
| 1平方纳米(1nm²)等於： - 0.00000000000001cm² - 0.000000000001mm² - 0.000001µm² | (1cm²=1000000nm²) (1mm²=100nm²) (1µm²=0.000001nm²) |

## 参看
- 国际单位 - 长度单位 - 时间长度比较 - 数量级 - 单位转换
- 平方千米 - 公頃 - 公畝 - 平方米 - 平方厘米 - 平方毫米